# Crna Zora
Crna Zora je srpski film iz 2007. godine.

## Radnja
Dokumentarno-istorijska fakta predstavljaju se u igranoj i narativnoj varijanti. Narativni deo scenarija hronološki prati istorijska dešavanja od pada Smederevske tvrđave do smaknuća Vožda Karađorđa (1805–1817). Igrani deo scenarija naslanja se na istoriju koliko i na predanje, ali i na postojeća dramsko-scenska dela posvećena životu i pogubljenju Crnog. Igrani sled scena biće prikazan u „retro“ maniru, dakle logikom „svršenog čina“, budući da je sve u vezi sa ubistvom Vožda poznato i nebrojeno puta interpretirano. Konverzija pripovedačkog toka predstavlja pokušaj da se poznati događaj „izmesti“ iz svoje uobičajene ravni, a na taj način pomeri i linija gledaočevog očekivanja i njegova percepcija ovog događaja. Ovakvo oneobičajenje u postupku pripovedanja nesumnjivo će dodatno pobuditi pažnju javnosti, a sam projekat biti promovisan kao nov i vredan u nizu sličnih posvećenih životu i tragičnom kraju Vožda Karađorđa.

## Uloge
| Глумац              | Улога             |
| ------------------- | ----------------- |
| Ivan Vučković       | Vožd Karadjordje  |
| Igor Damnjanović    | Miloš Obrenović   |
| Dragan Nikolić      | Niko              |
| Dejan Cicmilović    | Vujica Vuličević  |
| Milica Milša        | Vesela Novaković  |
| Zdravko Maletić     | Nikola Novaković  |
| Nikola Milojević    | Naum Krnar        |
| Nenad Milosavljević | Štitarac          |
| Marija Arsić        | Ljubica Obrenović |
| Mladen Milić        | Lisović           |

## Izvršna produkcija
NGTim

## Spoljašnje veze
- Zvanični sajt Архивирано на веб-сајту  (5. децембар 2013)